# 33. granátnická divize SS „Charlemagne“ (1. francouzská)
33. Waffen-Grenadier Division der SS „Charlemagne“ (französische Nr. 1) vznikla 2. února 1945 z Waffen-Grenadier Brigade der SS „Charlemagne“ (französische Nr. 1). Číslo divize 33 získala po zničené 33. Waffen-Kavallerie Division der SS (ungarische Nr. 3). Převážnou část mužstva tvořili Francouzi, ale také několik Švédů, Švýcarů, Laosanů, Vietnamců a Japonců. Divize byla pojmenována po Karlu Velikém, franském králi, římském císaři.

## Vznik a působení
V listopadu 1944 informoval český tisk o založení brigády Charlemagne sestávající z 1 700 francouzských gardistů.
25. února 1945 byla divize nasazena v Pomořansku a ihned byla napadena a obklíčena Sověty. Vznikly tři náhodně zformované skupiny. První, jíž velel SS-Brigadeführer Gustav Krukenberg, se probojovala k Baltskému moři a byla evakuována přes Dánsko do Meklenburska. Druhá, jíž velel SS-Oberführer Edgard Puaud, byla kompletně zničena. Třetí skupině se podařilo probít na západ k německým liniím. Z původních 7500 příslušníků divize jich přežilo první bojové nasazení pouhých 1100 a asi 350 z nich bylo vyvázáno z přísahy věrnosti SS. Ti, kteří v divizi „Charlemagne“ zůstali, se zúčastnili bitvy o Berlín. 2. května 1945 se divize, což bylo již pouhých 30 mužů, vzdala Sovětům.

## Velitelé
- SS-Oberführer Edgar Puaud (2. únor 1945 – 1. březen 1945)
- SS-Brigadeführer Gustav Krukenberg (1. březen 1945 – 24. duben 1945)
- SS-Standartenführer Walter Zimmermann (24. duben 1945 – 8. květen 1945)

## Bojová sestava

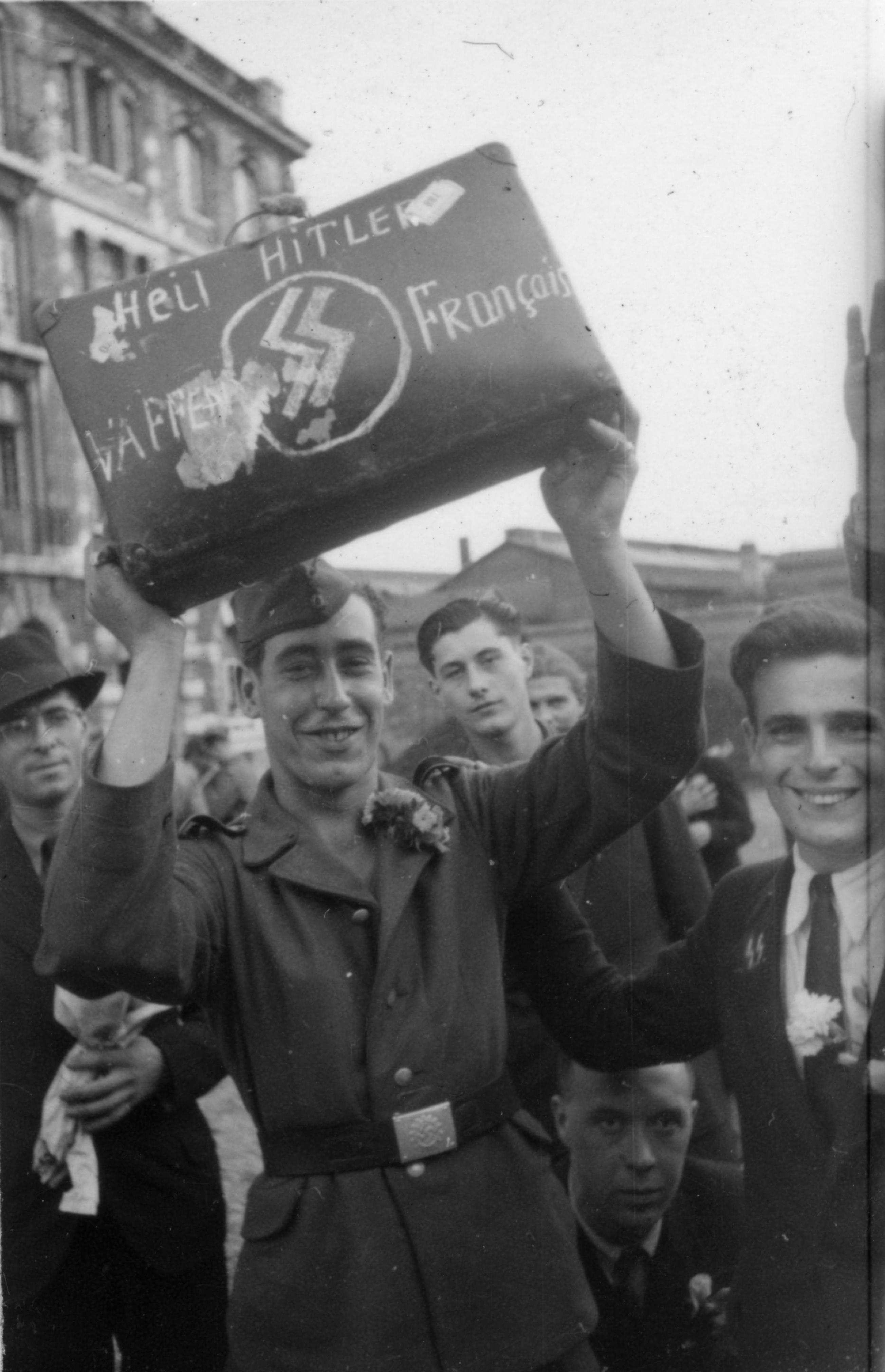
Francouzský dobrovolník

- Waffen-Grenadier Regiment der SS 57 (französisches Nr. 1) (57. pluk granátníků Waffen-SS (francouzský č. 1))
- Waffen-Grenadier Regiment der SS 58 (französisches Nr. 2) (58. pluk granátníků Waffen-SS (francouzský č. 2))
- SS-Sturm-Bataillon 58 (58. útočný prapor SS)
- SS-Artillerie-Abteilung 57 (57. oddíl polního dělostřelectva SS)
- SS-Panzerjäger-Abteilung 33 (33. oddíl stíhačů tanků SS)
- SS-Pionier-Kompanie 33 (33. ženijní rota SS)
- SS-Nachrichten-Kompanie 33 (33. zpravodajská rota SS)
- SS-Feldersatz-Kompanie 33 (33. náhradní rota SS)
- SS-Nachschub-Bataillon 33 (33. zásobovací prapor SS)

## Početní stavy divize
| Den | Měsíc  | Rok  | Počet |
| 25. | únor   | 1945 | 7500  |
| 23. | duben  | 1945 | 1000  |
| 2.  | květen | 1945 | 30    |